# بالاترین نمره
بالاترین نمره (به انگلیسی: The Perfect Score) فیلمی است محصول سال ۲۰۰۴ و به کارگردانی برایان رابینز است. در این فیلم بازیگرانی همچون اریکا کریستنسن، کریس ایوانز، اسکارلت جوهانسون، برایان گرینبرگ، لئوناردو نام، متیو لیلارد، فولویو سسرا، ونسا آنجل، لورنا گیل ایفای نقش کرده‌اند.

## خلاصه
```
شش دانش آموز سال آخر دبیرستان سعی دارند به هر قیمتی شده سوالات امتحانات نهایی شان را بدست آورند، تا بتوانند از این امتحانات نمره کامل بگیرند اما …
```